# Hannah Downing
Hannah Downing – nowozelandzka judoczka.
Startowała w Pucharze Świata w 2010. Brązowa medalistka mistrzostw Oceanii w 2010 i 2011. Wicemistrzyni kraju w 2008 roku.